# Susanne Keuchel
Susanne Keuchel (* 11. November 1966 in Ratingen) ist eine deutsche Musik- und Kulturwissenschaftlerin. Sie ist Geschäftsführender Vorstand der Stiftung Genshagen und hat zahlreiche Publikationen zur Kulturforschung und kulturellen Bildung herausgegeben. Von März 2019 bis März 2022 war sie Präsidentin des Deutschen Kulturrates.

## Leben und Schaffen
Keuchel studierte Musikwissenschaft, Germanistik und Soziologie an der Universität Bonn und an der Technischen Universität Berlin. Sie promovierte 1999 bei Helga de la Motte in Berlin zum Thema „Audiovisuelle Musikrezeption im Spielfilm“. Von 1993 bis 2013 war sie als Wissenschaftlerin im Zentrum für Kulturforschung in Bonn tätig, zuletzt von 2009 bis 2013 als geschäftsführende Direktorin. 
Von 2013 bis 2024 war sie Direktorin der Akademie der Kulturellen Bildung des Bundes und des Landes NRW, von 2018 bis 2024 Vorsitzende der Bundesvereinigung Kulturelle Kinder- und Jugendbildung. sowie von 2019 bis 2022 Präsidentin des Deutschen Kulturrates. Außerdem war sie Vorsitzende des Instituts für Bildung und Kultur (ibk). 
Am 11. März 2024 bestellten die Kuratoriumsmitglieder der Stiftung Genshagen mit Wirkung zum 1. April für die Dauer von fünf Jahren Keuchel zum Geschäftsführender Vorstand Kunst- und Kulturvermittlung in Europa.
Susanne Keuchel war in ihrer Funktion als Direktorin der Akademie der Kulturellen Bildung des Bundes und des Landes NRW Mitbegründerin des Netzwerks „European Network of Observatories“ (ENO) und vertritt diese als Teil des nationalen „Observatory for Arts and Culture Education“ unter Schirmherrschaft der Deutschen UNESCO-Kommission. Ziel des europäischen Netzwerks ist es, den Austausch sowie gemeinsame Forschungsaktivitäten im Feld der kulturellen Bildung anzuregen und auszubauen, so beispielsweise ein Monitoring für die nationalen kulturellen Bildungssysteme in Europa zu entwickeln. Dabei war sie ab 2022 Vorstandsmitglied im ENO-Netzwerk.
Susanne Keuchel ist Honorarprofessorin am Institut für Kulturpolitik der Universität Hildesheim sowie Dozentin an der Hochschule für Musik und Darstellende Kunst in Hamburg.
Ihre Arbeitsschwerpunkte und Publikationsthemen sind neben der empirischen Kulturbesucherforschung die Anwendung neuer Technologien im Kulturbereich, die kulturelle Bildung und Diversität.
Susanne Keuchel ist unter anderem Autorin der Bücher „Kulturelle Bildung in der Ganztagsschule“ und „Das 1. InterKulturBarometer“ sowie der Reihe „JugendkulturBarometer“. Sie ist zudem Herausgeberin der neuen Reihe  „Perspektivwechsel Kulturelle Bildung. Fachdiskurs. Fortbildung. Forschung“ im transcript Verlag.

## Publikationen (Auswahl)
- Das Auge hört mit ... Rezeptionsforschung zur klassischen Musik im Spielfilm. Bonn, 2000
- Trotz Fleiß keinen Preis II. Frauen in der individuellen Künstlerförderung. Bonn, 2001
- Rheinschiene – Kulturschiene. Mobilität – Meinungen – Marketing. Bonn, 2003
- Kulturelle Bildung in der Ganztagsschule. Eine aktuelle empirische Bestandsaufnahme. Bonn, 2007
- Das 1. InterKulturBarometer. Migration als Einflussfaktor auf Kunst und Kultur. Köln, 2012
- Kirchenmusik-Studie. Bonn, 2016
- Wertewandel in der Kulturellen Bildung. Bielefeld, 2017
- Künstlerisch-pädagogische Weiterbildungen für Kunst- und Kulturschaffende. Innovative Ansätze und Erkenntnisse. Band 1 Praxis. Wiesbaden, 2018
- Gesellschaftspolitische Dimensionen der Kulturellen Bildung. Bielefeld, 2020

## Aufsätze und Fachbeiträge (Auswahl)
- Different Definitions and Focus on Arts Education. An Explorative International Empirical Study. In: Aud Berggraf Saebo (Ed.): International Yearbook for Research in Arts Ecucation. Münster/New York: Waxmann, 2016
- Arts Education. In: Wiesand, Andreas (Hrsg.) Culture and Human Rights – The Wroclaw Commentaries. New York/Berlin: De Gruyter/ARCult Media, 2016.
- Different Definitions and Focus on Arts Education. An Explorative International Empirical Study. In: Berggraf Saebo, Aud (Hrsg.): International Yearbook for Research in Arts Education. Volume 4 (2016). New York/Münster: Waxmann
- Ökonomisches Prinzip und globale Märkte. Zum Einfluss der Ökonomisierung auf (kulturelle) Bildung. In: Taube, Gerd/Fuchs, Max/Braun, Tom (Hrsg.): Handbuch Das starke Subjekt. Schlüsselbegriffe in Theorie und Praxis. S. 209–224. München: kopaed, 2017
- International Comparison in Arts Education Research – Recommendation for Mapping, Monitoring or Benchmarking in Future Steps In: Teunis IJdens, Ben Bolder, Ernst Wagner (eds.): International Yearbook for Research in Arts Education 5/2017. Arts Education around the World: Comparative Research Seven Years after the Seoul Agenda. 2018, Vol. 5. Münster: Waxmann
- Diversitätsbewusste Kulturelle Bildung. Kulturpädagogische Grundlagen für neue Herausforderungen in einer heterogenen Gesellschaft In: Keuchel, Susanne/Werker, Bünyamin (Hrsg.): Künstlerisch-pädagogische Weiterbildungen für Kunst- und Kulturschaffende. Innovative Ansätze und Erkenntnisse. Band 1 Praxis. Wiesbaden: Springer VS, 2018
- Theoretical Concepts of the Migration Phenomenon Within the Professional Discourse of Arts Education in Germany. In: Ligia Ferro/ Ernst Wagner/ Luisa Veloso/ Teunes IJdens/ Joao Teixeira Lopes (eds.): Arts and Cultural Education in a World of Diversity. ENO Yearbook 1. Yearbook of the European Network of Observatories in the Field of Arts and Cultural Education (ENO), 2019
- Postdigitale kulturelle Jugendwelten: Zentrale Ergebnisse der quantitativen Forschung. In: Timm, S./Costa, J./Kühn, C./Scheunpflug, A. (Hrsg.): Kulturelle Bildung. Theoretische Perspektiven, methodologische Herausforderungen und empirische Befunde. Münster: Waxmann, 2020
- Zum Potenzial der Kultur für die Agenda 2030. Kongruenzen und Divergenzen der Kulturellen Bildung und Bildung für nachhaltige Entwicklung. In: Braun-Wanke, Karola & Wagner, Ernst (Hrsg.): Über die Kunst den Wandel zu gestalten. Kultur – Nachhaltigkeit – Bildung. Münster: Waxmann, 2020